# 张心湜
张心湜（1942年6月26日—），出生于湖南常德，原籍河北石家庄，中華民国泌尿外科专家，中国工程院院士。

## 生平
1967年毕业于国防医学院，获医学士学位。2001年当选为中国工程院院士。

## 外部連結
- . 中國工程院.   [2020-09-13]. （原始内容存档于2020-10-21） （中文（中国大陆））.